# Museu Etnográfico do Reino de Navarra
O Museu Etnográfico do Reino de Navarra é uma coleção museográfica permanente, localizada na casa de Arteta (Ollo) Fantiko, em Navarra.

## A coleção
O visitante tem a oportunidade de conhecer diversas peças oriundas do antigo Reino de Navarra, que se empilham no seu contexto e de acordo com a sua ocupação. Podem ser vistos cerca de 8.000 objetos, desde a Idade Média até o século XX. até a primeira metade do século  .
Além disso, a exposição é composta com diversas obras do artista e etnógrafo José Ulibarrena.

## História
O museu foi instituído na cidade de Berriobeiti em 1964, por iniciativa de Ulibaren. Em 1974, passou por um processo de reorganização coordenado por seus descendentes. Em 1982, recebeu apoio da Fundação Mariscal Pedro de Navarra, que ampliou e melhorou o acervo da família Ulibarrena.
Em 1986, o museu mudou-se para as Artes, onde José Miguel de Barandiaran mudou-se naquele ano. A fundação assinou então um acordo de colaboração com o governo de Navarra, juntando-se à rede de museus de Navarra  .

## Galeria de imagens

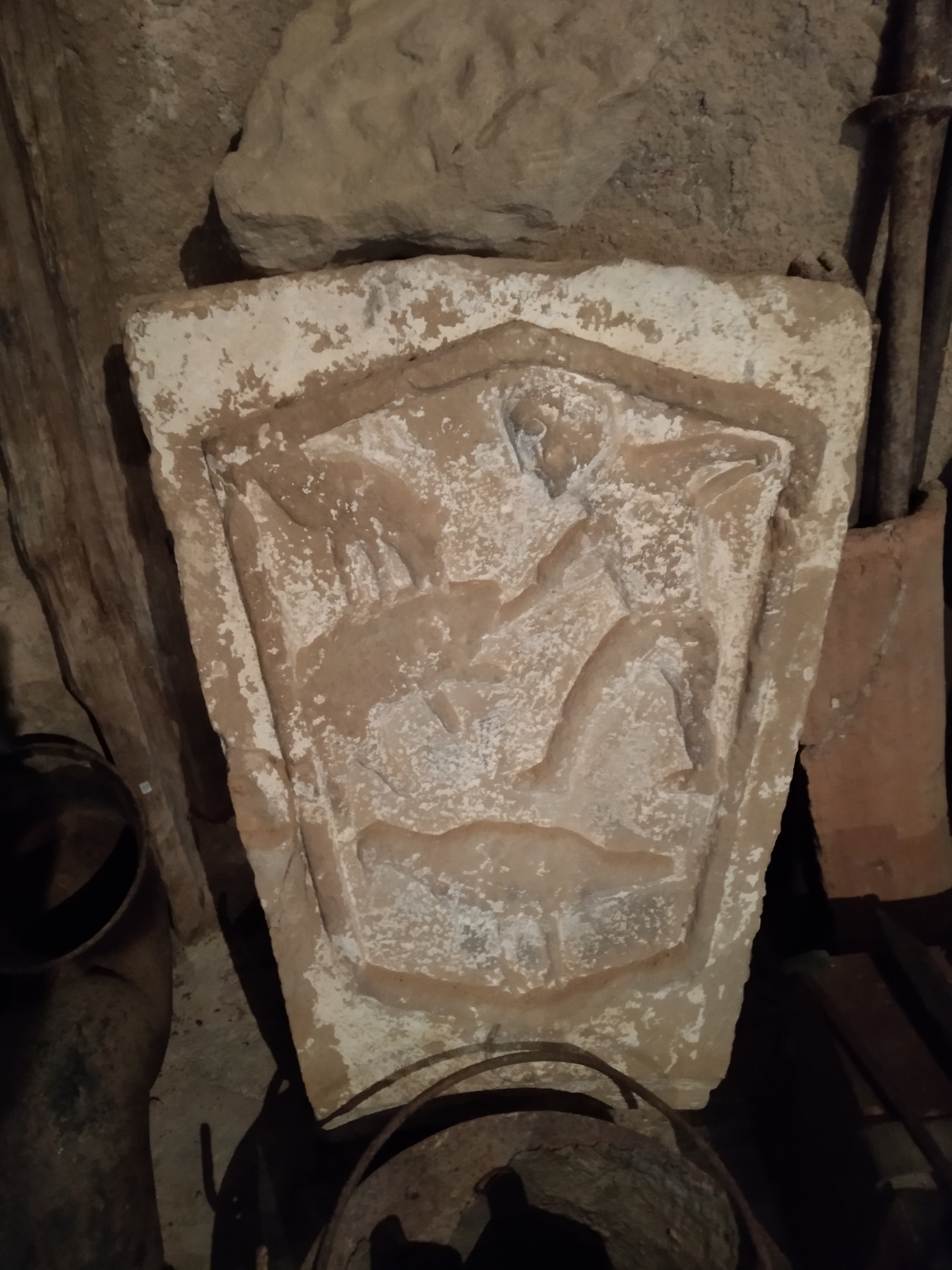
Uma lápide
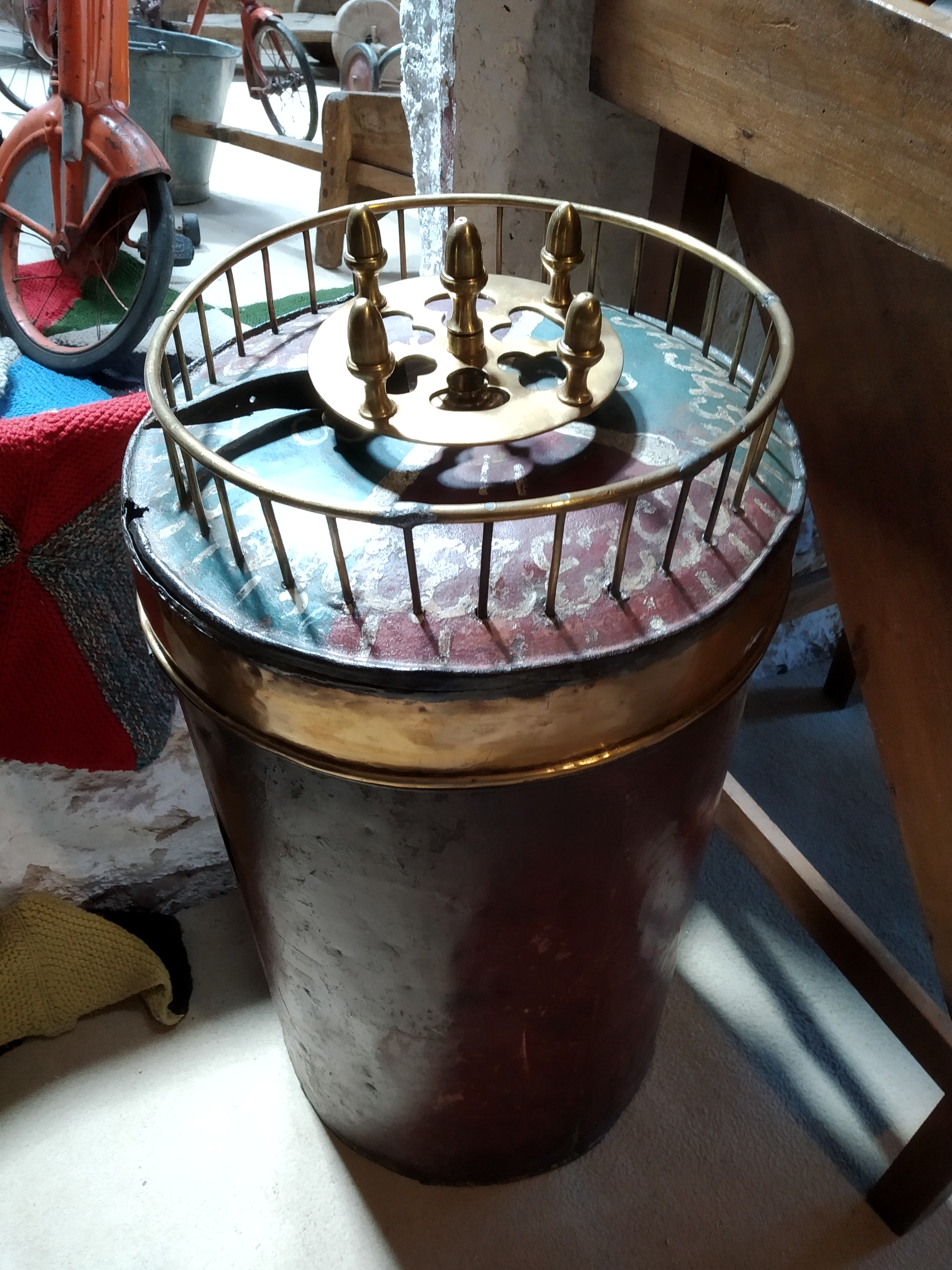
Roleta de Barkillero
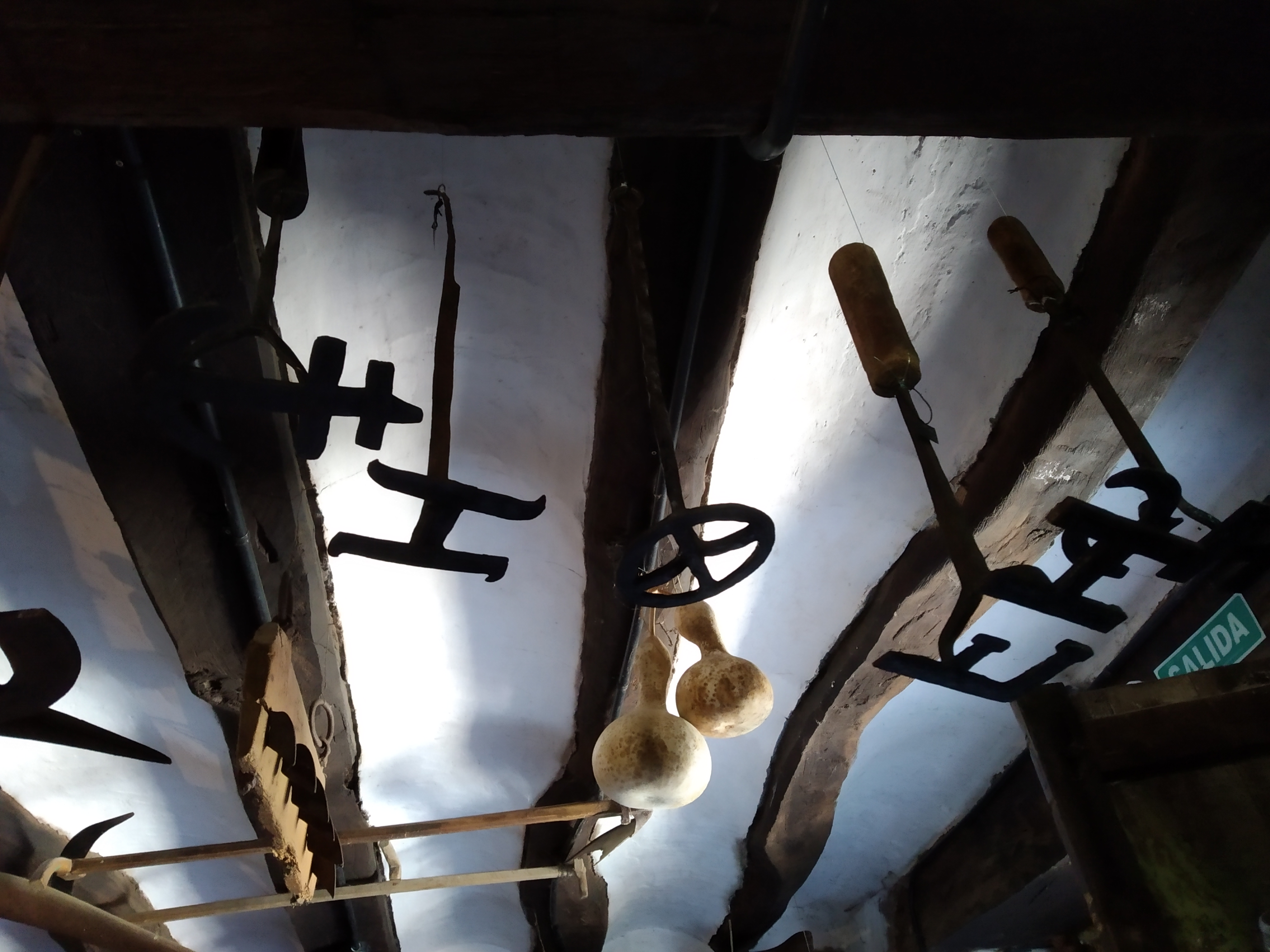
Ferrete
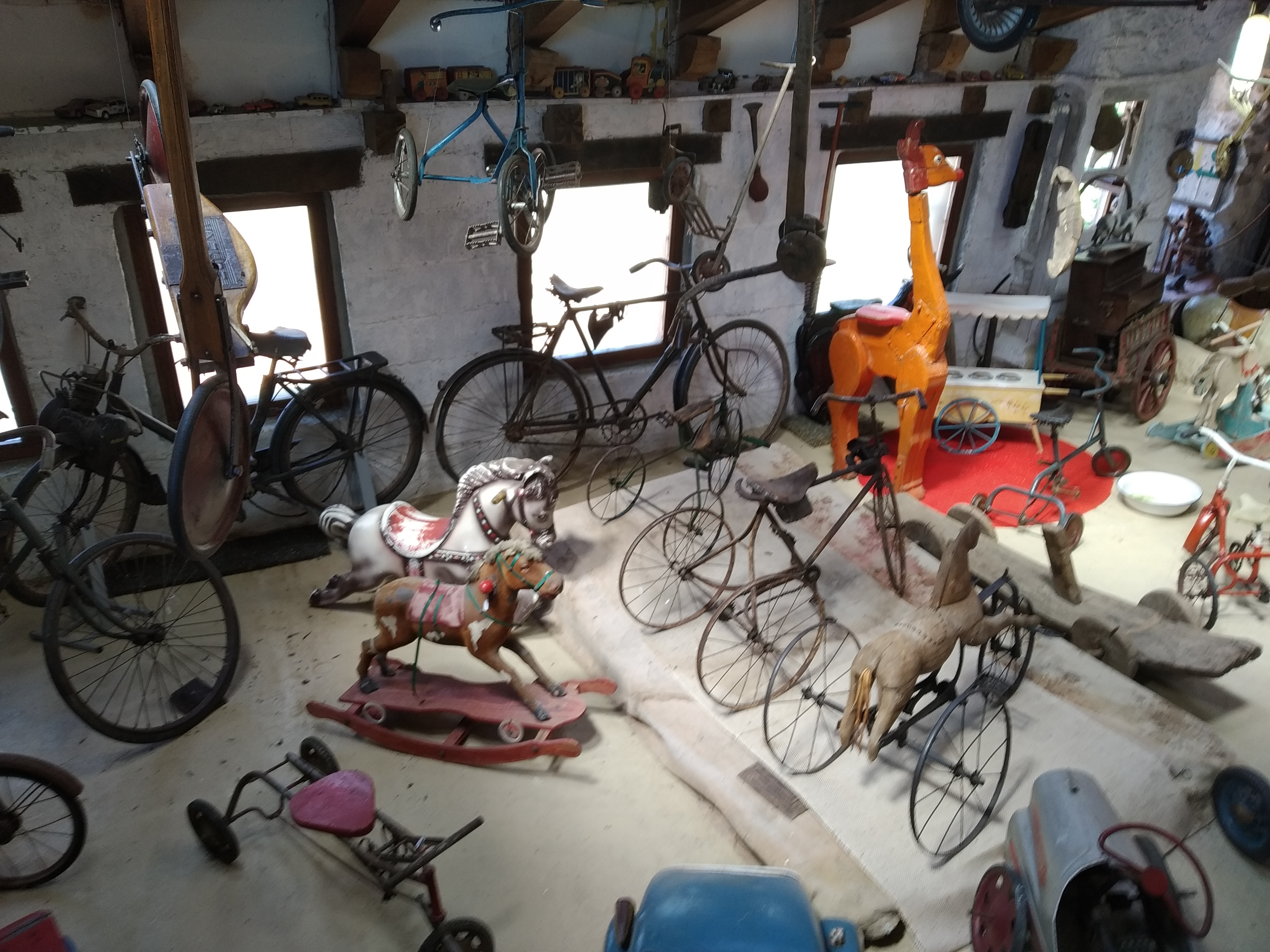
Brinquedos antigos
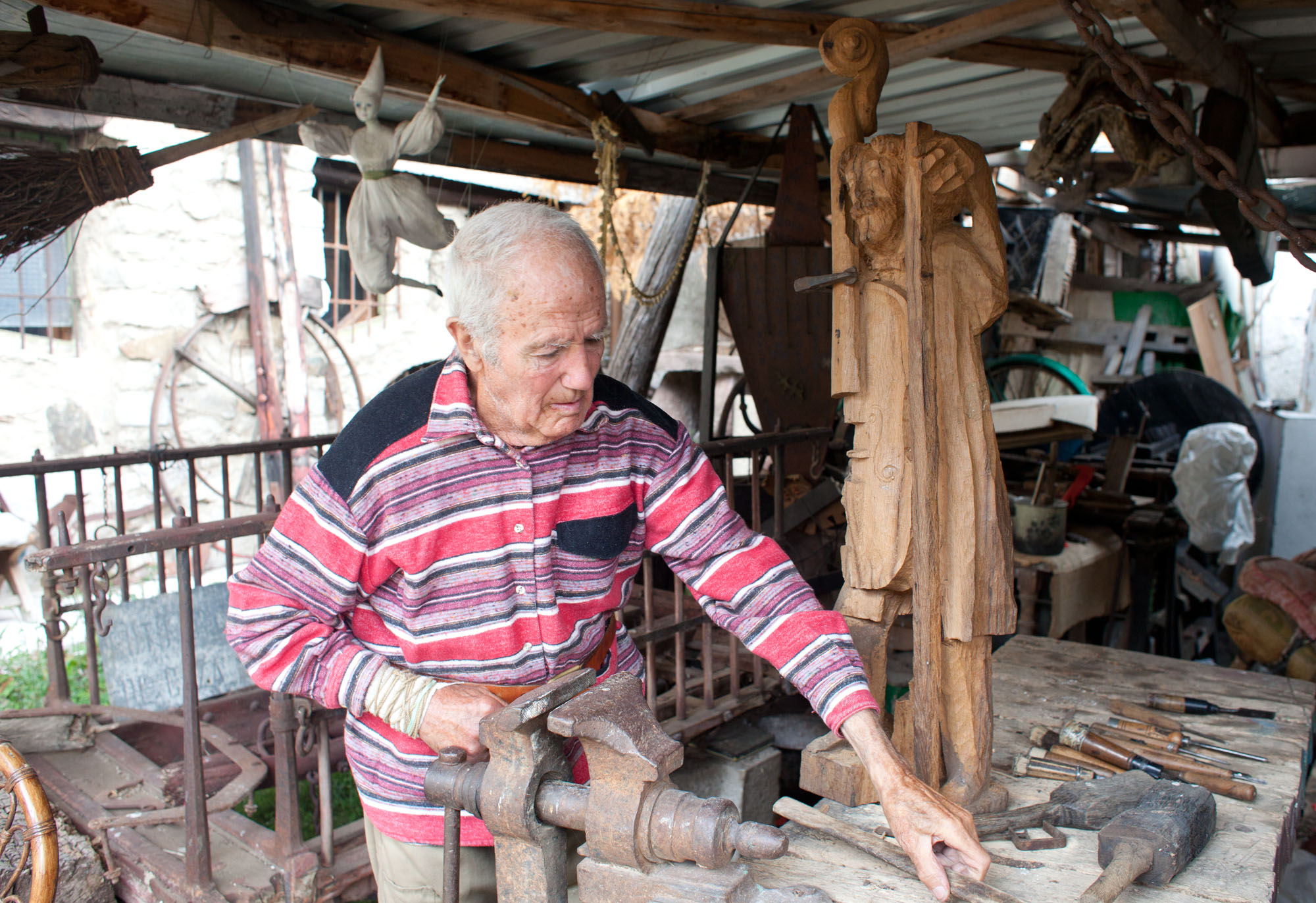
Fundador do museu José Ulibarrena, onde trabalhou em 2011.

## Links externos
- Site oficial